# 尾澤彰
尾澤 彰（おざわ あきら、1972年〈昭和47年〉 - ）は、日本のスケートボーダー、デザイナー。AKIRA（アキラ）、尾澤 アキラ（おざわ アキラ）とも表記される。姓の「澤」は「沢」の旧字体のため、新字体で尾沢 彰（おざわ あきら）とも表記される。
TRAVIESOディレクターなどを歴任した。

## 概要
東京都出身のスケートボーダーである。スケートボードチーム「T19」としては初となるプロのスケートボーダーとなり、1990年代に数々の大会で優勝を果たしている。当時の東京都でのスケートボードシーンを代表する一人と目されており、やがてストリートカルチャーをはじめとする文化的な活動も展開した。また、ピストバイクのブームを起こした立役者としても知られている。こうした経歴からVHSMAGは「T19初のプロライダーにして、スケートを取り巻くさまざまなカルチャーに精通した最重要人物」と評している。

## 来歴

### 生い立ち
1972年（昭和47年）に生まれ、東京都にて育った。中学校1学年の頃よりスケートボーディングを始める。東京都足立区に住んでおり、近隣の上野恩賜公園で終日スケートボードに明け暮れていた。当時はショップごとにスケートボードチームが構成されており、尾澤は「ムラサキ」に属し、早坂昌記を師と仰いでいた。一方、「MAX MOTION」には根本正典らが属していた。当初はチームごとに対立していたが、やがてスケートボーディングを通じて交友を深めるようになる。さらに原宿の江川芳文らも上野に来るようになったという。
やがて、東京都江東区のスケートボードパーク「Ame's」にて、根本正典とともに管理人を務めていた。そこに大瀧浩史と三野タツヤが現れ、大瀧から「ちょっといい？　うちの乗んねぇか？」と勧誘される。尾澤は根本を指して「こいつも一緒だったら乗るっす」と返答し、大瀧の在籍する会社「Be'-In Works」に入るとともに、大瀧らとスケートボードチーム「T19」の結成に参画した。

### スケートボーダーとして
1991年（平成3年）にプロのスケートボーダーとなる。T19のスケートボーダーとしては初めてのプロであった。さらに日本国内の大会で次々と入賞を果たす。当時はあまり価値もわかっておらずトロフィーは母親に渡していたが、その結果実家にはトロフィーが蜜柑箱4箱分ほど溜まっていった。1990年代には日本国外の大会にも参戦しており、1992年（平成4年）と1993年（平成5年）には全米スケートボード協会による「Back to the City」に出場している。1992年（平成4年）は振るわなかったが、1993年（平成5年）にはジェイソン・リー、クリス・マーコビッチ、クリスチャン・ホソイ、エド・テンプルトン、といった並み居る強豪を相手に好成績を収め、ダニー・ウェイやカリーム・キャンベルを抑えて、14位となる。さらに1993年（平成5年）のカリフォルニア州ロサンゼルス市のヴェニスで開催されたPSLでは9位となる。

### カルチャーの牽引者として
当時のT19はスケートボーディングのみならずストリートカルチャー全般に精通しており、さまざまな活動を展開していた。当時ストリートカルチャーのようなものを取り上げる雑誌は『dictionary』、『BARFOUT!』、『Riddim』くらいしか存在しなかったが、この状況に「雑誌なくねぇ？」と不満を感じていた。そこで西村明彦とともに印刷屋を探し、雑誌『LOVELY』の創刊に尽力した。『LOVELY』においては東京都のスケートボードシーンを積極的に紹介した。月島倉庫に編集や制作の拠点を置き、毎日のように通っていた。
さらにはファッションブランド「Medorra」を手掛けるようになる。「スケーターっぽい感じがイヤだった」としてボーダー柄を取り入れるなど、ステロタイプ的なスケートボーダーとは異なるファッションを目指していた。また、アパレルブランド「RAVIESO」ではディレクターを務めている。「ravieso」はスペイン語で「腕白」という意味だが、これは大瀧浩史への想いを込めた命名だという。
また、日本にピストバイクのブームを起こした立役者の一人である。2007年（平成19年）には江川芳文とともにピストバイク専門店「CARNIVAL TOKYO」を起ち上げている。

## 人物
影響
尾澤が影響を受けたスケートボーダーとして、早坂昌記、二瓶長克、大瀧浩史、三野タツヤ、マーク・ゴンザレス、といった名を挙げている。「ディックマン」こと早坂については「オレのスケートの師匠」と呼んでいる。早坂とともにムラサキに属して上野恩賜公園で滑っていた頃の映像を見ながら「ディックマンはヤバかった。異常だった。ニーヤンとディックマンは異次元の人だったね」と回顧している。また、ゴンザレスについては「NSAの大会とか出てたときの。やっぱ昔の無垢な感じがよかったよね」と評している。
また、尾澤が影響を与えたスケートボーダーとしては、早川大輔、大柴裕介、などが挙げられる。早川は「俺も彰くんに憧れて、アメリカで世界レベルのスケーターもたくさん見て、日本でプロとしてもやらせてもらって」と語っている。また、大柴は人形町で滑っていて尾澤と出会ったが、それ以来慕っており「いろいろなことを教わった本当に尊敬する人で、今でも会えば可愛がってもらっています」としている。
T19
T19については愛着も深く、後年「最高だよ。だって家族よりみんなと一緒にいるから」と回顧している。一方、T19の中心人物である大瀧浩史は、後年にT19の歴代デッキを披露しながら「T19は彰が納得できてればいいんだ。それがすべてなんだよ」と語っていた。また、尾澤とともにT19の結成に参画した根本正典は、尾澤についてライバルだったと回顧しており、「アキラがいたから、スケートに燃えた。馬鹿みたいなケンカもした」と語っている。
TOKYO SKATES
T19の前身であるスケートボードチーム「TOKYO SKATES」の頃の大瀧浩史や三野タツヤについて「東京はOさんが一番おっかなかったから。見た目が怖いよね。三野くんだってでかいでしょ」と評している。当時の大瀧や三野は原宿のムラサキに属しており、尾澤は上野のムラサキに属していたが、尾澤は両名の迫力には圧倒されていたという。T19に加入する以前、根本正典とともに原宿に行ったところ、たまたま大瀧と三野の姿を見かけたため、思わず自らのスケートボードを隠してスケートボーダーではないふりをしたという。
ファッション
いわゆる「スケーターっぽい感じ」にはこだわらず、さまざまなファッションを取り入れていた。「K-Swiss」のシューズを履いたり、「Ralph Lauren」のキャップを被ったりと、当時のスケートボーダーには珍しいファッションを取り入れていた。また、ストリートに適したルーズなサイズのボーダー柄の衣服を流行させたことから、「ボーダー柄をストリートに広めた」人物の一人と称される。
ジャブ池
新宿中央公園にある「ジャブ池」ことジャブジャブ池の畔で、ジョン・カーディエルとオーリー対決に臨んだ。なお、現在はスケートボーディングは禁止されている。

## 出演

### テレビ
- HI-FIVE～URBAN SPORTS for LIFE～（2021年）

## 主要な戦績

### 国内大会
- 1991年8月 - 全日本選手権プロストリート準優勝[2]
- 1991年11月 - チャンピオンシップス in AME'Sプロストリート4位[11]
- 1992年1月 - 全日本スケートボード選手権第1戦プロミニランプ優勝[12]
- 1993年4月 - AJSA SKATEBOARD CIRCUIT第1戦プロストリート7位[13]
- 1993年6月 - AJSA SKATEBOARD CIRCUIT第2戦プロミニランプ5位[14]
- 1993年10月 - AJSA SKATEBOARD CIRCUIT第4戦プロストリート6位[15]
- 1993年10月 - AJSA SKATEBOARD CIRCUIT第4戦プロミニランプ優勝[15]
- 1993年 - 全日本スケートボード協会年間ランキングプロストリート8位[16]
- 1993年 - 全日本スケートボード協会年間ランキングプロミニランプ7位[16]
- 1994年3月 - AJSA SKATEBOARD CIRCUIT第1戦プロミニランプ準優勝[17]
- 1994年5月 - AJSA SKATEBOARD CIRCUIT第2戦プロストリート3位[18]
- 1994年8月 - AJSA SKATEBOARD CIRCUIT第4戦プロストリート優勝[19]
- 1994年12月 - AJSA SKATEBOARD CIRCUIT第5戦プロストリート3位[20]
- 1995年5月 - AJSA SKATEBOARD CIRCUIT第2戦プロストリート優勝[21]
- 1995年9月 - AJSA SKATEBOARD CIRCUIT第5戦プロストリート8位[22]

### 国外大会
- 1992年 - Back to the City出場[1][3]
- 1993年 - Back to the City14位[1]
- 1993年 - PSL9位[1][3]

### 註釈
1. ↑  スケートボーディング業界においては、スケートボーディングの選手を「ライダー」と呼称することも多い。しかし、一般の読者が他の競技と混同しかねないため、当記事においてはわかりやすさを優先し、引用部を除き記事本文では「スケートボーダー」と表記した。

## 関連人物
- 江川芳文
- 大柴裕介
- 大瀧浩史
- SKATE THING
- 藤原ヒロシ